# Lagos, Pyrénées-Atlantiques
Lagos, Pyrénées-Atlantiques là một commune tỉnh Pyrénées-Atlantiques, thuộc vùng Nouvelle-Aquitaine, tây nam nước Pháp.